# 南曲
南曲（なんきょく）とは、宋元時代以降、南方系の曲（散曲・戯曲）に用いられた曲調の総称。南戯とも。
北曲に対立する。五音音階で宮調は5宮8調が用いられた。主に簫や笛によって伴奏された。宋元の戯文、明清の伝奇などはいずれも南曲を用いた。